# 盐台风
盐台风（别名：、或）是一个美国政府、媒体及有关互联网公司指控其为受中国政府所支持的高级长期威胁组织，专门针对北美和东南亚目标进行网络间谍活动。自2020年起，美方指控该组织积极从事数据窃取活动，尤其擅长截取网络流量。前美国国家安全局分析师特里·邓拉普（Terry Dunlap）声称该组织是“中国百年计划的一部分”。按照美国前网络安全和基础设施安全局主任克里斯托弗·克雷布斯的说法，该组织可能隶属于中华人民共和国国家安全部。中国驻美国大使馆曾就有关指控进行过否认。

## 名字由来
- 卡巴斯基實驗室将其命名为：，意为“幽灵皇帝”；[5]

- ESET将其命名为：，意为“著名麻雀”；[5]

- 微软将其命名为：，意为“盐台风”；[5]

- Mandiant将其命名为：。[6]

## 攻击方法
据报道，盐台风采用了一种名为（由卡巴斯基实验室命名 ）的Windows NT体系结构Rootkit，以远程控制目标服务器。其展现出复杂的技术水平，通过反取证和反分析的手段来规避检测。

## 目标
ESET表示，除了美国互联网服务提供商外，盐台风此前还曾入侵过世界各地的酒店和政府机构。
美国副国家安全顾问安妮·纽贝格表示，黑客的目标是未公开身份的特定个人，这些人“主要从事政府或政治相关活动”。她指出，由于黑客使用的技术限制，无法透露具体有多少美国人受到攻击，但提到“相当数量”的受害者集中在“华盛顿-弗吉尼亚地区”（美国联邦政府所在地）。

## 知名事件

### 2024年9月美国互联网服务提供商网络遭入侵事件
2024年9月，《华尔街日报》的报道称：“盐台风在‘最近几个月’入侵了美国的宽带网络，尤其是核心网络组件，包括传输大量互联网数据的思科路由器。”

### 2024年10月美国ISP窃听系统遭入侵事件
“黑客显然通过重新配置思科路由器窃取了Verizon的一些数据”-《华盛顿邮报》
2024年10月，盐台风被发现入侵了美国互联网服务提供商的后门（这些后门被执法机构用于进行法院授权的窃听）。受影响的服务商包括AT&T、Verizon和Lumen Technologies。对此，中国驻美国大使馆否认了这些指控。
“有迹象表明，中国的对外情报机构——长期以美国为情报目标的国家安全部——可能参与了此次入侵。中国国家安全部内部官员称，此次入侵是由中国国家安全部下属的一个部门“盐台风”实施的，这个绰号是微软监控中国黑客活动时为该组织起的” -《华盛顿邮报》